# Schloss Dölkau

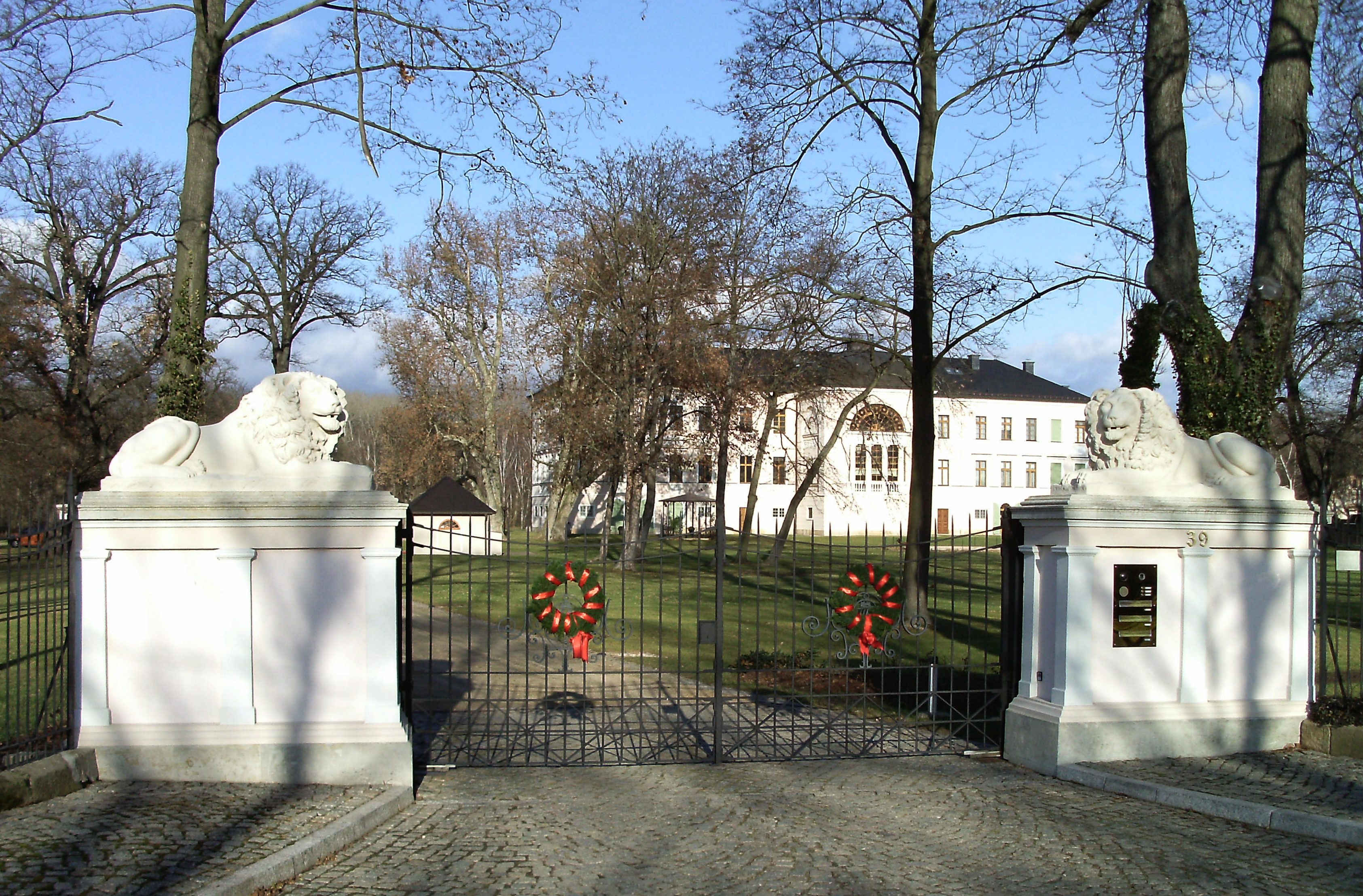
Schloss Dölkau mit Tor und Löwenstatuen von Süden

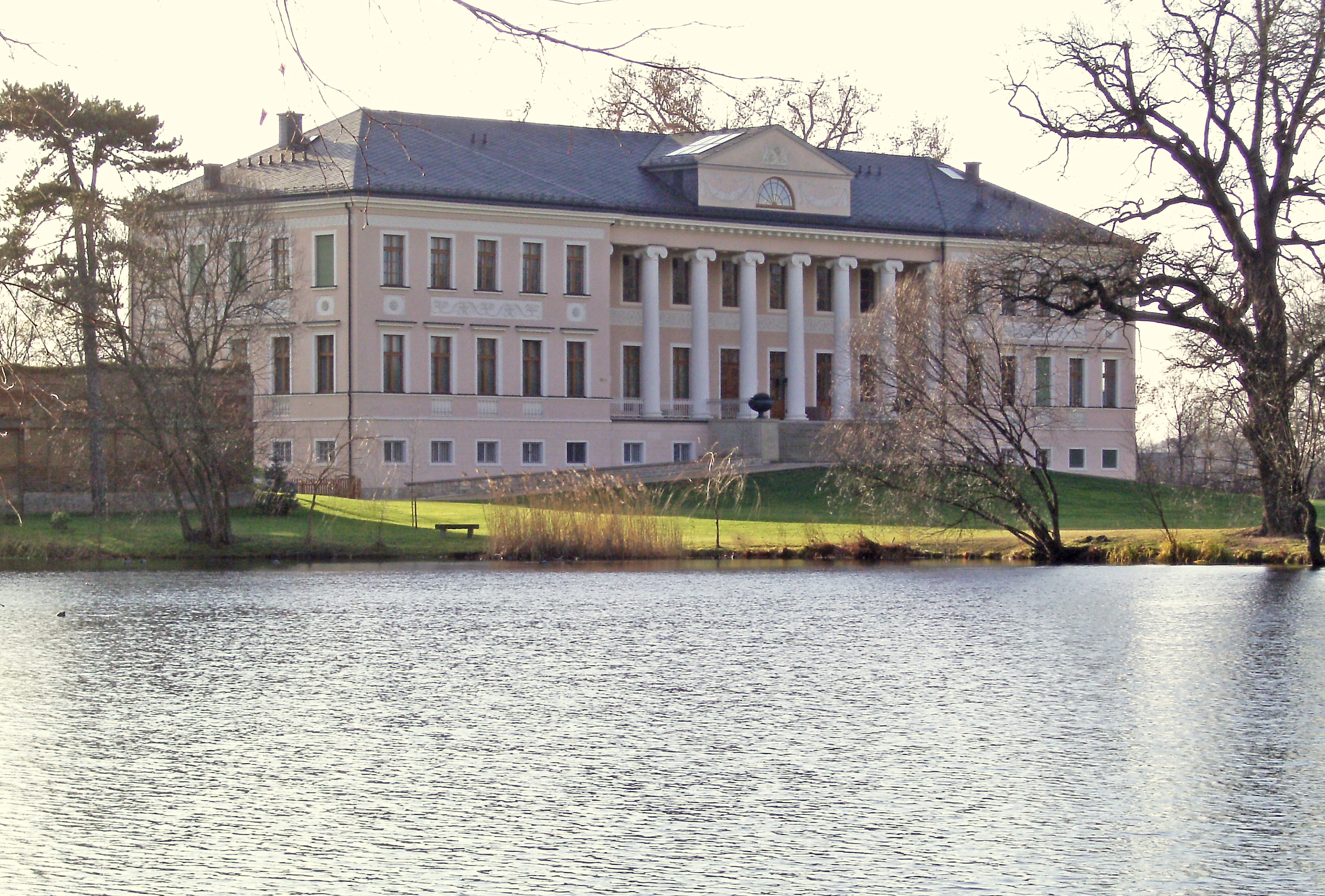
Nordseite des Schlosses mit Schlossteich

Das Schloss Dölkau ist das Herrenhaus des ehemaligen Ritterguts Dölkau im Ortsteil Dölkau der Stadt Leuna im Saalekreis in Sachsen-Anhalt, Schloßstraße 39. Es steht unter Denkmalschutz und ist im örtlichen Denkmalverzeichnis unter der Erfassungsnummer 094 20540 als Baudenkmal verzeichnet.

## Geschichte

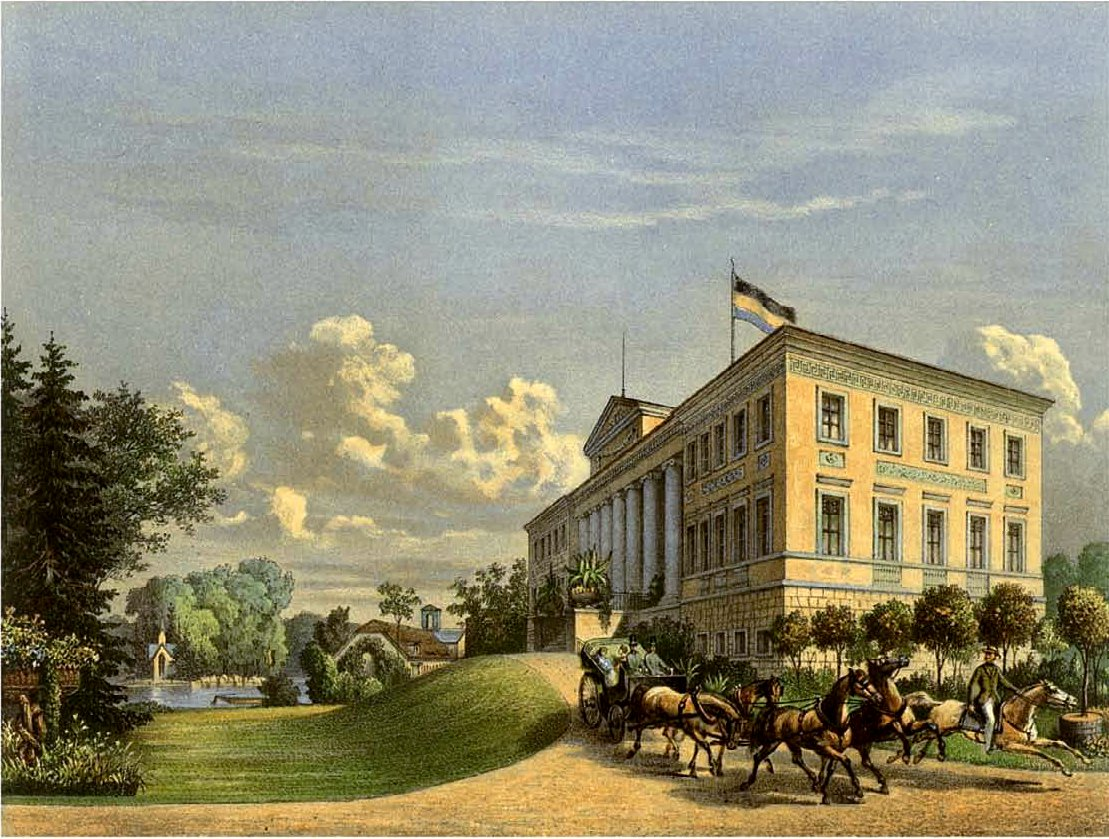
Schloss Dölkau in der 2. Hälfte des 19. Jahrhunderts

Das Schloss wurde von 1803 bis 1806 vom Leipziger Architekten Johann Carl Friedrich Dauthe im Auftrag von Carl Ludwig August von Hohenthal erbaut. Die Familie von Hohenthal besaß das Rittergut von 1749 bis 1945. 1853 war Johannes Brahms für einen Tag zu Besuch auf Schloss Dölkau. Seine Klaviersonate opus 5 in f-Moll widmete er Gräfin Ida von Hohental.
Zum Ende des Zweiten Weltkriegs wurde das Schloss zunächst von der US-Armee, anschließend von der Roten Armee besetzt. Von 1945 bis 1953 war im Gebäude die Landesschule der FDJ untergebracht, danach bis 1992 das Kinderheim des Kreises Merseburg. Von 1999 bis 2007 wurde es originalgetreu restauriert und befindet sich heute im Privatbesitz. Es wird als Veranstaltungs- und Kongresszentrum genutzt.

## Beschreibung
Es handelt sich um einen klassizistischen Rechteckbau, der zur Straßenseite dreigeschossig ist. Die Hauptfassade ist nach Norden zum Landschaftspark hin geöffnet. Die Mitte bildet ein mächtiger Portikus aus sechs Säulen ionischer Ordnung mit einer davor liegenden Freitreppe und großen antiken Gefäßen in Eisenkunstguss. In der Südfassade sitzt ein quadratischer Ausbau für das Treppenhaus, das durch dorische Säulenstellungen zu beiden Obergeschossen geöffnet ist und von einer Ovalkuppel mit illusionistischer Kassettierung abgeschlossen wird. Die gesamte Fassade des Schlosses ist vornehm gegliedert und mit stuckierten Akanthus-Friesen, Rosetten sowie einem Mäanderband geschmückt.
In einigen Sälen sind die originalen Stuckdecken und Kamine erhalten geblieben. Die historischen Wandgemälde aus der preußischen Geschichte – um 1860 von Carl von Binzer geschaffen – sind zurzeit (Stand 2015) überdeckt.
Das zweigeschossige Torhaus mit Mansarddach, stichbogenartiger Durchfahrt und giebelbekröntem Risalit wurde um 1751 errichtet. An dem steinernen Wappen des Giebelfelds befinden sich die Initialen C(hristian) G(ottlieb) B(aron) v(on) H(hohenthal).
Das Schloss ist umgeben von einem englischen Landschaftspark mit einem klassizistischen Denkmal für Johann Jacob von Hohenthal aus dem Jahr 1803.